# عبدالجبار کرمی
عبدالجبار کرمی (زادهٔ ۱۳۴۶ در سنندج) نمایندهٔ حوزهٔ انتخابیهٔ سنندج، کامیاران، دیوان‌دره در دورهٔ هشتم مجلس شورای اسلامی بوده‌است.